# Петреу
Петреу (рум. Petreu) — село у повіті Біхор в Румунії. Входить до складу комуни Абремуц.
Село розташоване на відстані 436 км на північний захід від Бухареста, 40 км на північний схід від Ораді, 116 км на північний захід від Клуж-Напоки.

## Населення
За даними перепису населення 2002 року у селі проживали 1629 осіб.
Національний склад населення села:
| Національність | Кількість осіб | Відсоток |
| -------------- | -------------- | -------- |
| угорці         | 1001           | 61,4%    |
| цигани         | 381            | 23,4%    |
| румуни         | 224            | 13,8%    |
| німці          | 22             | 1,4%     |

Рідною мовою назвали:
| Мова      | Кількість осіб | Відсоток |
| --------- | -------------- | -------- |
| угорська  | 1407           | 86,4%    |
| румунська | 220            | 13,5%    |